# Roger Taylor (Autor)
Roger Taylor (* 1938 in Heywood, Lancashire, England; † 25. März 2023) war ein britischer Fantasy-Autor. Die meisten seiner Romane spielten in der Welt von Hawklan, dem Heiler, zu denen ein fünfbändiger Zyklus sowie mehrere Einzelromane gehörten. Taylor veröffentlichte auch ein Sachbuch über Aikido.

## Werke

### Hawklan der Heiler (The Winter of the World)
- Aufbruch nach Riddin. Bastei Lübbe, 1996, ISBN 3-404-20280-5. (The Call of the Sword, 1988)
- Der Untergang Fyorlunds. Bastei Lübbe, 1996, ISBN 3-404-20290-2. (The Fall of Fyorlund, 1989)
- Dämmerung über Orthlund. Bastei Lübbe, 1996, ISBN 3-404-20298-8. (The Waking of Orthlund, 1989)
- Entscheidung in Narsindal. Bastei Lübbe, 1997, ISBN 3-404-20304-6. (Into Narsindal, 1997)
- Die Rückkehr des Schwertes. Bastei Lübbe, 2002, ISBN 3-404-20445-X. (The Return of the Sword, 1999)

### Romane aus dem Hawklan-Universum
- Traumfinder. Bastei Lübbe, 1995, ISBN 3-404-20262-7. (Dream Finder, 1991)
- Die Stadt der Kristalle. Bastei Lübbe, 1998, ISBN 3-404-20338-0.
- Ibryen. Bastei Lübbe, 1995, ISBN 3-404-20357-7. (Ibryen, 1995)
- Schicksalsbote. Bastei Lübbe, 2001, ISBN 3-404-20427-1.

### Die Saga vom großen Wald (Nightfall)
- Farnor.  Bastei Lübbe, 2000, ISBN 3-404-20382-8. (Farnor, 1992)
- Valderen. Bastei Lübbe, 2000, ISBN 3-404-20392-5. (Valderen, 1992)

### Einzelromane
- The Keep (2011)

### Sachbücher
- Aikido - more than a martial art (1999)